# David Guterson
Œuvres principales
- La neige tombait sur les cèdres

David Guterson, né le 4 mai 1956 à Seattle à Washington, est un écrivain américain. Également journaliste, il est l'auteur de nouvelles et de romans dont La neige tombait sur les cèdres pour lequel il a obtenu le PEN/Faulkner Award en 1995 et que le réalisateur australien Scott Hicks a adapté au cinéma en 1999.